# بسی اسمیت
بسی اسمیت (به انگلیسی: Bessie Smith) (زادهٔ ۱۵ آوریل ۱۸۹۴ - درگذشتهٔ ۲۶ سپتامبر ۱۹۳۷) خوانندهٔ بلوز اهل آمریکا بود. اسمیت که پاره‌ای اوقات از او با عنوان «شهبانوی موسیقی بلوز» (به انگلیسی: Empress of the Blues) یاد می‌شود، محبوب‌ترین خوانندهٔ زن بلوز دههٔ ۱۹۲۰ و ۳۰ میلادی بود. اولین کارهای ضبط‌شدهٔ او (۱۹۲۳) با وجود این‌که با سیستم بدوی آن دوران ضبط شده‌اند آن‌چنان پُرشور اجرا شده‌اند که امروزه هم با شنوندگان موسیقی ارتباط برقرار می‌کنند.
در ۲۶ سپتامبر ۱۹۳۷ در پی یک حادثه رانندگی و در اثر خونریزی شدید در نهایت درگذشت.
او در سال ۱۹۸۰ به عضویت تالار مشاهیر موسیقی بلوز درآمد و در سال ۱۹۸۹ به‌عنوان عضو جدید تالار مشاهیر راک اند رول معرفی شد.